# Los Maülls
Los Maülls és un indret del terme municipal d'Isona i Conca Dellà, a l'antic terme d'Isona, al Pallars Jussà.
El lloc és al sud d'Isona, a la dreta del riu de Conques, al costat de ponent del Pla de Sianes. És al sud-oest de Gajans.